# Nederlandse kampioenschappen zwemmen 1934
De Nederlandse kampioenschappen zwemmen 1934 werden gehouden op 21 en 22 juli 1934 in Rotterdam, Nederland.
De wedstrijden waren in het nieuwe zwembad in de Wilgenplas (in de wijk Schiebroek) die was ontstaan door zandafgraving ten behoeve van de aanleg van de Hofpleinlijn. Met de afwezigheid van Jenny Kastein was Fransje Hessel onbetwist de beste op de 200 meter schoolslag. Kees van Aelst verbeterde zijn eigen Nederlandse record op de 300 meter wisselslag met ruim 3,5 seconde. Op de 4x100 meter vrije slag lag DJK door C. A. Kreffer op kop, maar werd gediskwalificeerd toen Stans Scheffer te vroeg als vierde startte.
Beide wisselbekers werden gewonnen door RDZ: de Turmac-beker werd definitief eigendom, de RDZ-wisselbeker voor het eerst.

## Zwemmen

### Mannen
| Afstand:           | Goud:                                                                    | Tijd    | Zilver:                                                      | Tijd    | Brons:                       | Tijd    |
| 100 m vrije slag   | Bertus Mooi Wilten HPC                                                   | 1.03,2  | J. H. Brink De Dolfijn                                       | 1.04,6  | Stans Scheffer DJK           | 1.05,6  |
| 200 m vrije slag   | Bertus Mooi Wilten HPC                                                   | 2.29,8  | Stans Scheffer DJK                                           | 2.33,6  | Wim Delwel RZC               | 2.36,0  |
| 400 m vrije slag   | J. H. Brink De Dolfijn                                                   | 5.41,0  | Wim Delwel RZC                                               | 5.46,6  | Jan van Hemsbergen Haarlem   | 5.47,4  |
| 1500 m vrije slag  | Dick de Man UZC                                                          | 23.26,8 | Jan van Hemsbergen Haarlem                                   | 23.34,0 | F. H. Wegenaar AZ '70        | 23.38,6 |
| 100 m rugslag      | Stans Scheffer DJK                                                       | 1.16,2  | Jan Senff DJK                                                | 1.18,2  | Henk de Haas Zian            | 1.18,4  |
| 200 m schoolslag   | Piet Kruithof RZC                                                        | 2.56,4  | Leen Korpershoek RZC                                         | 2.58,8  | G. P. van de Kamp De Dolfijn | 3.03,0  |
| 300 m wisselslag   | Kees van Aelst HZ&PC                                                     | 4.25,2  | G. P. van de Kamp De Dolfijn                                 | 4.35,2  | Gé Regter RZC                | 4.47,4  |
| 3x50 m wisselslag  | DJK Stans Scheffer A. van Kalken C. A. Kreffer                           | 1.37,2  | RZC                                                          | 1.40,6  | Zian                         | 1.40,6  |
| 5x50 m vrije slag  | DJK Jan Senff Flip Winckel J. L. H. Westrus Stans Scheffer C. A. Kreffer | 2.25,4  | HZ&PC                                                        | 2.27,4  | Zian                         | 2.30,2  |
| 4x100 m vrije slag | HPC Heemstede W. Kemper Addie Sipkema J. van Zadel Bertus Mooi Wilten    | 4.38,4  | HZ&PC                                                        | 4.38,6  | Het Y                        | 4.40,4  |
| 4x200 m vrije slag | HPC Heemstede J. Uitendaal J. van Zadel Addie Sipkema Bertus Mooi Wilten | 10.37,4 | Het Y P. Licht A. J. C. Hazenberg Henk van Essen Fr. Beukman | 11.07,4 | De Dolfijn                   | 11.24,6 |

### Vrouwen

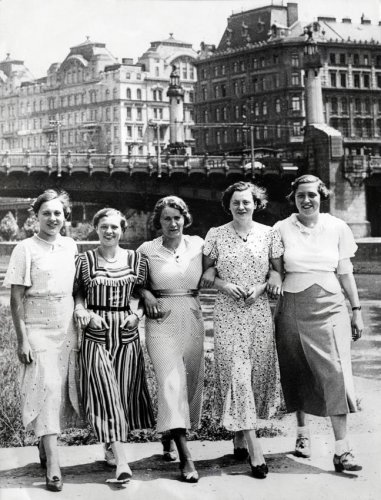
Annie Timmermans, Willy den Ouden, Truus Baumeister, Greta Brouwers en Alie Hogeweg lopen door de straten van Wenen.

| Afstand:           | Goud:                                                                             | Tijd   | Zilver:             | Tijd   | Brons:                         | Tijd   |
| 100 m vrije slag   | Willy den Ouden RDZ                                                               | 1.06,2 | Rie Mastenbroek ODZ | 1.09,0 | Annie Timmermans RDZ           | 1.11,0 |
| 400 m vrije slag   | Rie Mastenbroek ODZ                                                               | 5.35,0 | Puck Oversloot ODZ  | 5.59,8 | Tini Wagner Het Y              | 6.11,4 |
| 100 m rugslag      | Puck Oversloot ODZ                                                                | 1.22,8 | Nida Senff ADZ      | 1.23,4 | Tini Wagner Het Y              | 1.23,8 |
| 200 m schoolslag   | Fransje Hessel Het Y                                                              | 3.13,8 | Coba Huybers Het Y  | 3.18,6 | Annie Kruis ODZ                | 3.21,8 |
| 300 m wisselslag   | Annie Timmermans RDZ                                                              | 4.45,0 | Tini Wagner Het Y   | 4.52,2 | Greta Brouwers RDZ             | 5.07,0 |
| 3x50 m wisselslag  | ODZ Bep Martin Annie Kruis Rie Mastenbroek                                        | 1.51,0 | RDZ Willy den Ouden | 1.51,2 | RDZ II Cor de Groot-van Gelder | 1.52,4 |
| 5x50 m vrije slag  | RDZ Alie Hogeweg Truus Baumeister Greta Brouwers Annie Timmermans Willy den Ouden | 2.40,8 | ODZ                 | 2.45,0 | Het Y                          | 2.55,6 |
| 4x100 m vrije slag | RDZ Truus Baumeister Greta Brouwers Annie Timmermans Willy den Ouden              | 4.52,6 | ODZ                 | 5.15,6 | RDZ II                         | 5.26,4 |

## Schoonspringen

### Mannen
| Onderdeel: | Goud:              | Score  | Zilver:              | Score  | Brons:               | Score  |
| 3 m plank  | Joop Stotijn HZ&PC | 144,38 | Henk Lotgering Het Y | 124,21 | Bob Denneboom AZ '70 | 121,59 |

### Vrouwen
| Onderdeel: | Goud:              | Score | Zilver:           | Score | Brons:              | Score |
| 3 m plank  | Truus Klapwijk RDZ | 71,38 | Leonie Tholen HDZ | 65,06 | Willy den Ouden RDZ | 58,64 |

Langebaan (50 meter):

1920 ·
1921 ·
1922 ·
1923 ·
1924 ·
1925 ·
1926 ·
1927 ·
1928 ·
1929 ·
1930 ·
1931 ·
1932 ·
1933 ·
1934 ·
1935 ·
1936 ·
1937 ·
1938 ·
1939 ·
1940 ·
1941 ·
1942 ·
1943 ·
1944 ·
1945 ·
1946 ·
1947 ·
1948 ·
1949 ·
1950 ·
1951 ·
1952 ·
1953 ·
1954 ·
1955 ·
1956 ·
1957 ·
1958 ·
1959 ·
1960 ·
1961 ·
1962 ·
1963 ·
1964 ·
1965 ·
1966 ·
1967 ·
1968 ·
1969 ·
1970 ·
1971 ·
1972 ·
1973 ·
1974 ·
1975 ·
1976 ·
1977 ·
1978 ·
1979 ·
1980 ·
1981 ·
1982 ·
1983 ·
1984 ·
1985 ·
1986 ·
1987 ·
1988 ·
1989 ·
1990 ·
1991 ·
1992 ·
1993 ·
1994 ·
1995 ·
1996 ·
1997 ·
1998 ·
Amersfoort 1999 ·
Drachten 2000 ·
Eindhoven 2001 ·
Amersfoort 2002 ·
Amsterdam 2003 ·
Amsterdam 2004 ·
Amsterdam 2005 ·
Eindhoven 2006 ·
Amsterdam 2007 ·
Eindhoven 2008 ·
Eindhoven 2009 ·
Eindhoven 2010 ·
Eindhoven juni 2011 ·
Eindhoven december 2011 ·
Amsterdam 2012 ·
Eindhoven 2013 ·
Eindhoven 2014 ·
Eindhoven 2015 ·
Eindhoven 2016 ·
Eindhoven 2017 ·
Amersfoort 2018 ·
Amersfoort 2019 ·
2020 ·
2021 ·
Amersfoort 2022 ·
Amersfoort 2023 ·
Amersfoort 2024

Kortebaan (25 meter):

1980 ·
1981 ·
1982 ·
1983 ·
1984 ·
1985 ·
1986 ·
1987 ·
1988 ·
1989 ·
1990 ·
1991 ·
1992 ·
1993 ·
1994 ·
1995 ·
1996 ·
1997 ·
's-Hertogenbosch 1998 ·
Nieuwegein 1999 ·
Nieuwegein 2000 ·
Alphen aan den Rijn 2001 ·
Eindhoven 2002 ·
Drachten 2004 ·
Amsterdam 2005 ·
Drachten 2006 ·
Amsterdam 2007 ·
Amsterdam 2008 ·
Amsterdam 2009 ·
Amsterdam 2010 ·
Amsterdam 2012 ·
Dordrecht 2013 ·
Tilburg 2014 ·
Tilburg 2015 ·
Hoofddorp 2016 ·
Hoofddorp 2017 ·
Tilburg 2018 ·
Tilburg 2019 ·
2020 ·
Den Haag 2021 ·
Den Haag 2022 ·
Den Haag 2023